# Technomyrmex gowdeyi
Technomyrmex gowdeyi é uma espécie de formiga do gênero Technomyrmex.